# Міа Бекман
Міа Бекман (уроджена — Аманда Марія Бекман) (фін. Mia Backman; 17 листопада 1877, Янаккала, Велике князівство Фінляндське, Російська імперія — 26 березня 1958, Гельсінкі, Фінляндія) — фінська актриса театру і кіно. Перша володарка вищої державної нагороди Фінляндії для митців — Премії Pro Finlandia (1945).

## Біографія
Дочка тесляра. Дебютувала 1894 року на сцені Шведського театру в Або (нині Турку).
Пізніше виступала на сцені Шведського театру Гельсінгфорса/Гельсінкі. На запрошення Юхо Лаллукка перейшла до Виборзького театру, де стала примадонною. Грала фінською та шведською мовами.
Як режисер в Гельсінському народному театрі з 1914 року поставила кілька спектаклів. У 1918 році була директором театру Тампере, а з 1922 року керувала Народним театром у Гельсінкі.
З 1913 року знімалася у німому кіно.
Зробила великий внесок у розвиток фінського театру.
Мати актора Фрітца-Хуго Бекмана.